# بسورم
بسورم قرية سورية تابعة لمحافظة طرطوس. تقع شرق مدينة طرطوس على بعد 15 كم عنها، وشمال مدينة صافيتا بنحو 15 كم. تشتهر القرية بزراعة الزيتون والفواكه، والخضار. 

## الجغرافيه والسكان
تقدر مساحة بسورم الإجمالية بنحو 25 كم. وعدد سكانها ما يقارب 8000 نسمة بحسب احصائيات 2011.
تحتوي القرية محميه طبيعية ونبع ماء طبيعي يسمى نبع الغدير.

## قرى تابعة
يتبع للقرية إداريًا 5 قرى مجاورة وهم؛ قرية تيشور، بيت ديبه، كفران، بيت زينه، مشرفة كحلة.
كما تجاور القرية عدة قرى، منها؛ قرية بشطة، الحداديات، قرية بيت جردي جنوبًا، قرية بيت الديك وبيت الحاج معلّا غربًا، قرية تيشور وكفران شمالًا، قر بيت زينة والصليب شرقًا.